# 縄文駅
縄文駅（スンムンえき）は、大韓民国慶尚北道栄州市にかつて存在した韓国鉄道公社中央線の駅（廃駅）である。

## 歴史
- 1971年4月10日：開業。
- 2013年3月28日：文殊 - 麻仕間の線路切り替えに伴い廃止[1]。

## 隣の駅
韓国鉄道公社
中央線
文殊駅 - 縄文駅 - 平恩駅